# Vrhov Dol
Vrhov Dol este o localitate din comuna Maribor, Slovenia, cu o populație de 79 de locuitori.